# علی الحمادی (بازیکن فوتبال، زاده ۲۰۰۲)
علی الحمادی (عربی: علي الحمادي؛ زادهٔ ۱ مارس ۲۰۰۲) بازیکن فوتبال اهل عراق است.
از باشگاه‌هایی که در آن بازی کرده‌است می‌توان به باشگاه فوتبال سوانزی سیتی اشاره کرد.
وی همچنین در تیم‌های ملی فوتبال زیر ۲۳ سال عراق و عراق بازی کرده‌است.